# Сантос, Алдемар дос
Алдемар дос Сантос (порт.-браз. Aldemar dos Santos; 7 ноября 1931 или 1932, Рио-де-Жанейро — 21 января 1977, Рио-де-Жанейро) — бразильский футболист, защитник. Брат футболиста Исмара Сантоса.

## Карьера
Алдемар дос Сантос вырос в районе Энженью-ди-Дентру. Он начал играть в футбол в молодёжном составе клуба «Мануфатора». В 1948 году футболист перешёл в «Васко да Гаму», где прошёл несколько возрастных категорий клуба. С середины 1951 года Алдемар стал выступать за основной состав команды, с которым выиграл в 1952 году чемпионат штата Рио-де-Жанейро. За «Васко» защитник играл три года. В 1954 году Алдемар перешёл в клуб «Санта-Круз» из Ресифи. По другим данным туда он перешёл в 1952 году. Он дебютировал в составе команды 11 июня 1954 года в матче с «Ботафого де Параиба» (2:1). В 1957 году он помог команде выиграть чемпионат штата Пернамбуку, в розыгрыше которого провёл 18 матчей из 21. 
В начале 1959 года Алдемар стал игроком «Палмейраса». Он дебютировал в составе команды 18 апреля в матче с «Васко да Гамой» (0:3). По другим данным защитник впервые сыграл за «Палмейрас» 29 апреля во встрече с «Португезой» (6:3). В 1959 году он помог команде выиграть чемпионат штата, при этом в розыгрыше две команды, «Сантос» и «Палмейрас» набрали равное количество очков. Было проведено три игры. Две завершились вничью, а в третьей победил «Палмейрас». Именно Алдемар играл против лидера соперников Пеле, который, правда, забивал в каждом из трёх игр. В 1960 году клуб впервые выиграл Чашу Бразилии, которая впоследствии была приравнена к победе в чемпионате страны. В 1963 году «Палмейрас» выиграл ещё титул чемпиона штата. Всего за клуб Алдемар выступал шесть сезонов, проведя 210 матчей и забив 2 гола, по другим данным 209 матчей и забил 3 гола, по третьим данным 277 матчей и забил 2 гола. Последнюю встречу за клуб защитник сыграл 24 июня 1964 года против АБЕ (1:1).
Ещё во время выступления за «Палмейрас» Алдемар начал страдать от алкоголизма, появившегося у игрока, когда его не взяли на чемпионат мира 1962 года. В 1965 году он перешёл в «Америку Минейро». В 1966 году он сыграл сезон за «Гуарани» и завершил карьеру. В том же году футболист был нанят тренером в «Санта-Круз», однако в первый рабочий день не появился в расположении команды. У игрока диагностировали амнезию. Алдемара нашёл на улице друг и позвонил его братьям, которые перевезли футболиста в Рио-де-Жанейро. Алдемар пытался лечиться, но часто забывал принимать таблетки, из-за чего болезнь прогрессировала. Он погиб в 1977 году в результате наезда автомобиля. По другим данным он умер во сне в доме своих родителей, где его обнаружила мать Алисе.

## Международная статистика
| Матчи Алдемара за сборную Бразилии | Матчи Алдемара за сборную Бразилии | Матчи Алдемара за сборную Бразилии | Матчи Алдемара за сборную Бразилии | Матчи Алдемара за сборную Бразилии | Матчи Алдемара за сборную Бразилии | Матчи Алдемара за сборную Бразилии |
| ---------------------------------- | ---------------------------------- | ---------------------------------- | ---------------------------------- | ---------------------------------- | ---------------------------------- | ---------------------------------- |
| №                                  | Дата                               | Место проведения                   | Оппонент                           | Счёт                               | Голы                               | Турнир                             |
| 1                                  | 29 мая 1960                        | Буэнос-Айрес                       | Аргентина                          | 4:1                                | −                                  | Кубок Рока                         |
| 2                                  | 9 июля 1960                        | Монтевидео                         | Уругвай                            | 0:1                                | −                                  | Кубок Атлантики                    |
| 3                                  | 12 июля 1960                       | Рио-де-Жанейро                     | Аргентина                          | 5:1                                | −                                  | Кубок Атлантики                    |
| 4                                  | 29 июня 1961                       | Рио-де-Жанейро                     | Парагвай                           | 3:2                                | −                                  | Товарищеский матч                  |

## Достижения
- Чемпион штата Рио-де-Жанейро: 1952
- Чемпион штата Пернамбуку: 1957
- Чемпион штата Сан-Паулу: 1959, 1963
- Обладатель Чаши Бразилии: 1960
- Обладатель Кубка Рока: 1960
- Обладатель Кубка Атлантики: 1960

## Личная жизнь
Алдемар имел троих сыновей — Карлоса Антонио, Сержио и Рикардо.